# 阿巴诺喹
阿巴诺喹（INN：abanoquil；开发代号：UK-52,046）是一种α1-肾上腺素能受体拮抗剂、抗心律失常药物。一项研究显示阿巴诺喹可能可以用于治疗勃起功能障碍。